# Смардская волость
Смардская волость (латыш. Smārdes pagasts)— одна из территориальных единиц Энгурского края Латвии. Граничит с городами Тукумс и Юрмала, Лапмежциемской и Энгурской волостями своего края, Семской, Тумской, Дегольской и Слампской волостями Тукумского края.
Крупнейшими населёнными пунктами волости являются: Смарде (волостной центр), Милзкалне, Рауда и Церксте.
По территории волости протекают реки Слоцене и Скуйупе, находятся озёра Каниерис, Валгумэзерс и Мелнэзерс. От Риги волостной центр Смарде находится в 60 километрах, расстояние до Тукумса — 12 километров.

## История
В письменных источниках Смарде впервые упоминается в 1253 году. В годы Первой и Второй мировых войн по территории волости проходила линия фронта и велись ожесточённые бои. До 1925 года называлась Озолниекская волость. В 1935 году Смардская волость Тукумского уезда имела общую площадь 172.8 км² и 1955 жителей.
В 1945 году в состав волости входили Айзпурский, Ошлейский и Смардский сельские советы. После отмены в 1949 году волостного деления, Смардский сельсовет, объединённый с Айзпурским сельсоветом, входил в состав Тукумского района. К Смардскому сельсовету были присоединены территории колхоза им. Сталина Правиньского сельсовета (1960), колхоза «Падомью Латвия» Милзкалнского сельсовета (1965). В 1975 году ликвидированный Мизкалнский сельсовет вошёл в состав Смардского сельсовета, но часть территории отошла вновь созданному Озолпилсскому сельсовету. В свою очередь, в 1977 году, после ликвидации Озолпилсского сельсовета часть его территории была отдана Смардскому сельсовету.
В 1990 году Смардский сельсовет был реорганизован в Смардскую волость, которая в 2009 году, по окончании латвийской административно-территориальной реформы, вошла в состав созданного Энгурского края.

## Инфраструктура
Через территорию Смардской волости проходит железнодорожная линия Торнякалнс — Тукумс II, имеются две станции — в Смарде и Милзкалне. В Смардской волости находится часть Национального парка Кемери. Работают две школы — Смардская основная и Милзкалнская начальная, детское дошкольное общеобразовательное учреждение, хоры и танцевальные коллективы.

## Известные люди
- Фрицис Вирсайтис (1881—1943) — генерал Латвийской армии
- Андрейс Леяс-Саусс (1895—1941) — полковник Латвийской армии
- Валдис Лукс (1905—1985) — поэт